# Moczydły-Kukiełki
Moczydły-Kukiełki – wieś w Polsce położona w województwie podlaskim, w powiecie siemiatyckim, w gminie Perlejewo.
W latach 1975–1998 miejscowość administracyjnie należała do województwa łomżyńskiego.
Wierni kościoła rzymskokatolickiego należą do parafii Przemienienia Pańskiego w Perlejewie.

## Historia
Wieś założona prawdopodobnie przez rycerzy zwanych Kukiełkami. W spisie podatkowym z 1580 roku wymieniono nazwę: Moczydł Kukiełków.
Pod koniec XIX w. wieś drobnoszlachecka licząca 13 domów, 51 mężczyzn i 36 kobiet. Grunty żyzne, las opałowy sosnowy, brakowało łąk.
W 1921 roku w 23 domach żyło 88 mieszkańców.